# اکتاویو لپاگ
اکتاویو لپاگ باروتو (اسپانیایی: Octavio Lepage Barreto‎); (زادهٔ ۲۴ نوامبر ۱۹۲۳ – درگذشتهٔ ۶ ژانویه ۲۰۱۷) یک سیاست‌مدار و وکیل اهل ونزوئلا بود.
اکتاویو لپاگ در ۶ ژانویه ۲۰۱۷، در سن ۹۳ سالگی درگذشت.